# Śliwiny (województwo pomorskie)
Śliwiny – wieś kociewska w Polsce położona w województwie pomorskim, w powiecie tczewskim, w gminie Tczew. W kierunku zachodnim od Śliwin znajdują się pozostałości po starym grodzisku zwanym Czarcią Górą.
W latach 1975–1998 miejscowość administracyjnie należała do województwa gdańskiego. W 2021 Śliwiny liczyły 434 mieszkańców.

## Historia
Śliwiny były własnością miasta Tczewa, administracyjnie położone w powiecie tczewskim, w województwie pomorskim Korony Królestwa Polskiego.
Podczas niemieckiej okupacji Polski w czasie II wojny światowej, w 1941 roku, Einsatzkompanie Gotenhafen, Schutzpolizei oraz SS przeprowadziły wysiedlenia Polaków. Ich domy i gospodarstwa zostały następnie przekazane niemieckim osadnikom w ramach polityki Lebensraum. Wysiedleni Polacy zostali zniewoleni jako robotnicy przymusowi i skierowani do pracy u niemieckich osadników w regionie lub wywiezieni do Niemiec.